# Bouteldja
Pour les articles homonymes, voir Bouteldja (homonymie).
Bouteldja est une commune de la wilaya d'El Tarf en Algérie.

## Personnalités liées à la commune
- Chadli Bendjedid,  3e président de la république  algérienne, y est né.